# Ánh sáng Cohoke
Ánh sáng Cohoke (tiếng Anh: Cohoke Light) là luồng sáng ma quái ở quận King William, Virginia nằm gần West Point nước Mỹ. Nhiều người dân địa phương thường xuyên nhìn thấy luồng sáng này dọc theo một đoạn thuộc tuyến Xa lộ Tiểu bang 632 Virginia, chỗ Đường Cohoke Núi Olive cắt ngang Đường sắt Nam Norfolk.
Luồng sáng thường xuất hiện ở khoảng cách vài trăm thước so với đoạn đường sắt giao nhau, tiếp cận không gây tiếng ồn nào cả trong lúc vẫn gia tăng độ sáng. Sự hiện diện của nó đã thu hút một lượng lớn người xem đến từ khắp tiểu bang trong suốt thập niên 1960 và 1970 với hy vọng có thể được nhìn thoáng qua thứ ánh sáng kỳ lạ này.
Đã có những nhà nghiên cứu đề xuất một số giả thuyết mang màu sắc siêu linh về nguồn gốc của Ánh sáng Cohoke. Theo một truyền thuyết nọ kể lại rằng từng có một chuyến tàu chở đầy thương binh của quân Liên minh miền Nam khởi hành từ Richmond sau trận đánh năm 1864, nhằm mục đích sơ tán hành khách đến West Point, nhưng chẳng bao giờ đến được nơi đó cả. Câu chuyện khác lại mô tả thứ ánh sáng trông giống như cái đèn lồng của một công nhân đường sắt bị chặt đầu trong vụ tai nạn xe lửa ở thế kỷ 19 khi anh ta đi tìm kiếm cái đầu bị mất tích của mình. Những truyền thuyết huyền ảo như vậy có khả năng không dựa trên thực tế nào cả; chẳng có hồ sơ nào viết về vụ chặt đầu ở đường sắt gần West Point, và trong cuộc Nội chiến Mỹ, quân đội Liên minh miền Nam trong khu vực đã rút khỏi West Point theo hướng Richmond, trái ngược với những gì được mô tả trong truyền thuyết này. Hơn nữa, những tài liệu sớm nhất mô tả Ánh sáng Cohoke lại có xuất xứ từ thập niên 1950, rất lâu sau những câu chuyện về nguồn gốc ban đầu thường được mọi người chấp nhận.
Đến năm 2014, rất hiếm người nào còn có dịp bắt gặp sự xuất hiện của Ánh sáng Cohoke. Thế là vụ việc trôi vào quên lãng kể từ đó.